# Фридрих Цобел фон Гибелщат
Йохан Фридрих Валентин Антон Цобел фон Гибелщат (на немски: Johann Friedrich Valentin Anton Zobel von Giebelstadt; * 24 май 1704 в Меселхаузен ам Майн, част от Лауда-Кьонигсхофен; † 16 септември 1776 в Меселхаузен ам Майн) е фрайхер от франкския рицарски род „Цобел фон Гибелщат“ в Баден-Вюртемберг.
Той е син на фрайхер Йохан Франц Цобел фон Гибелщат (1669 – 1732) и съпругата му фрайин София Мария Франциска фон Франкенщайн (1677 – 1732), дъщеря на фрайхер Йохан Франц Ото фон и цу Франкенщайн (1647 – 1704) и фрайин Катарина Беатрикс фон Ридхайм (1651 – 1724). Майка му е внучка на Йохан Петер фон и цу Франкенщайн (1620 – 1689) и на Фердинанд фон Ридхайм (1543 – 1611).
Сестра му Мария Цобел фон Гибелщат (1713 – 1774) е омъжена на 4 октомври 1729 г. за Хуго Филип Екберт Кемерер фон Вормс-Далберг (1702 – 1754) и втори път за фрайхер Франц фон Мюнстер.
През 1530 г. фамилията Цобел получава двореца и селото Меселхаузен.

## Фамилия
Фридрих Цобел фон Гибелщат се жени на 17 ноември 1731 г. във Вюрцбург за Мария Филипина Франциска фон Грайфенклау-Фолрадс (* 18 февруари 1717, Вюрцбург; † 29 май 1770, Дармщат), дъщеря на фрайхер Лотар фон Грайфенклау цу Фолрадс (1694 – 1771) и фрайин Мария Анна Франциска Естер Шенк фон Щауфенберг (1697 – 1723). Те имат две дъщери:
- Мария Йохана Лудовика Естер Цобел фон Гибелщат (* 7 юли 1740, Меселхаузен; † 16 май 1803, Вюрцбург), омъжена на 1 май 1759 г. в Меселхаузен за граф Йохан Франц Конрад фон Щадион цу Вартхаузен и Танхаузен (* 15 март 1736, Майнц; † 25 ноември 1787, Майнц), брат на Йохан Филип фон Щадион (1763 – 1824), дипломат, австрийски външен и финансов министър.
- Мария Каролина Вилхелмина Цобел фон Гибелщат (* 2 юли 1744, Дарщат; † 26 април 1804, Бамберг), омъжена на 10 май 1764 г. в	Меселхаузен за фрайхер Йохан Франц Романус Ксавер Йозеф Адам Карл Шенк фон Щауфенберг (* 16 юли 1733, Амердинген; † 12 юни 1797, Бамберг)

- Герб на фамилията Цобел
- Дворец Цобел Гибелщат
- Дворец Гибелщат